# 裘氏鬼鮋
裘氏鬼鮋（学名：Inimicus joubini）為輻鰭魚綱鮋形目鮋亞目毒鮋科的其中一種，為亞熱帶海水魚，分布於西北太平洋日本及越南北部灣海域，棲息深度80公尺，體長可達25公分，棲息在底層水域，生活習性不明，具有毒性。